# Josh Trank
Joshua Trank, dit Josh Trank, est un réalisateur et scénariste américain, né le 19 février 1984 à Los Angeles.

## Biographie
Joshua Benjamin Trank naît le 19 février 1984 à Los Angeles.
À seulement 22 ans, Josh Trank commence sa carrière à la télévision en mettant en scène et en écrivant cinq épisodes d’une web-série en lien avec la mini-série policière Kill Point : Dans la ligne de mire, diffusée en 2007. La même année, il réalise le court-métrage Stabbing at Leia’s 22nd Birthday, en hommage à Star Wars.
Il dirige ensuite son premier long-métrage, Chronicle, qui sort en 2012 au cinéma. Dans ce film found footage, trois adolescents se découvrent des super-pouvoirs après un contact avec une matière extra-terrestre. Le film révèle de jeunes acteurs comme Dane DeHaan ou Michael B. Jordan. À seulement 27 ans, le réalisateur connait un gros succès au box-office avec ce film : Chronicle totalise 126 636 097 $ de recettes mondiales pour un budget de seulement 12 millions de dollars,.
Grâce au succès de Chronicle, Josh Trank est choisi pour diriger Les Quatre Fantastiques, reboot des aventures des personnages du même nom. Il instaure un rajeunissement de la franchise et retrouve Michael B. Jordan de Chronicle pour incarner Johnny Storm alias La Torche humaine. Le film est sorti à l'été 2015.
Le scénariste Simon Kinberg, avec lequel il a travaillé sur Les Quatre Fantastiques, le recommande pour diriger l'un des spin-off de la saga Star Wars prévu pour 2018,. Cependant, Josh Trank annonce qu'il quitte le projet en mai 2015.
Après l'échec public et critique de son précédent film, Les Quatre Fantastiques, il revient à la réalisation d'un film biographique centré sur les dernières années d'Al Capone, incarné par Tom Hardy, Capone (2020).

## Filmographie

### Réalisateur
- 2007 : Kill Point : Dans la ligne de mire (The Kill Point) (web-série) - 5 épisodes
- 2012 : Chronicle
- 2015 : Les 4 Fantastiques (Fantastic Four)
- 2020 : Capone

### Scénariste
- 2007 : Kill Point : Dans la ligne de mire (The Kill Point) (web-série) - 5 épisodes
- 2012 : Chronicle[5]
- 2020 : Capone de lui-même

### Autres
- 2009 : Big Fan (assistant-réalisateur, monteur et producteur)
- 2011 : The Lie (assistant-réalisateur)
- 2020 : Capone (monteur)